# Rumore bianco
Il rumore bianco è un particolare tipo di rumore caratterizzato dall'insieme di tutti i toni possibili nello spettro sonoro, aventi lo stesso livello di ampiezza, ma senza la periodicità nel tempo.
È chiamato rumore bianco per analogia al fatto che una radiazione elettromagnetica di simil spettro, all'interno della banda della luce visibile, apparirebbe all'occhio umano come una luce bianca.

## Definizione matematica

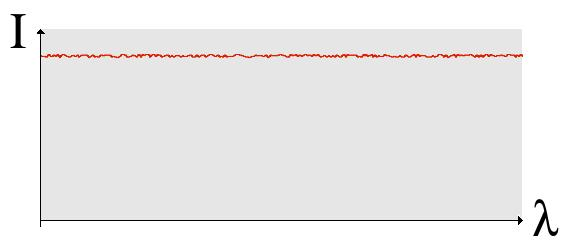
Il rumore bianco presenta uno spettro “piatto” su tutto l'intervallo di lunghezze d'onda considerato

### Vettore di rumore bianco
Un vettore casuale {\displaystyle \mathbf {w} } è rumore bianco se e solo se il suo vettore medio e la sua matrice di autocorrelazione sono rispettivamente:
{\displaystyle \mu _{w}=\mathbb {E} \{\mathbf {w} \}=0}
{\displaystyle R_{ww}=\mathbb {E} \{\mathbf {w} \mathbf {w} ^{T}\}=\sigma ^{2}\mathbf {I} }
Si ha cioè un vettore medio nullo e una matrice di autocorrelazione che è un multiplo della matrice identità.
Quando la matrice di autocorrelazione è un multiplo della matrice identità si dice che la correlazione è sferica.

### Processo bianco
Un processo continuo aleatorio {\displaystyle w(t)} (con {\displaystyle t\in \mathbb {R} }) è bianco se e solo se il suo vettore medio e la sua matrice di autocorrelazione soddisfano le seguenti equazioni:
{\displaystyle \mu _{w}(t)=\mathbb {E} \{w(t)\}=0}
{\displaystyle R_{ww}(t_{1},t_{2})=\mathbb {E} \{w(t_{1})w(t_{2})\}=\sigma ^{2}\delta (t_{1}-t_{2})}
Si ha un vettore medio nullo per tutto il tempo ed è una potenza infinita al tempo zero, poiché la matrice di autocorrelazione è la funzione delta di Dirac.
La precedente funzione di autocorrelazione implica la seguente densità spettrale:
{\displaystyle S_{ww}(\omega )=\sigma ^{2}}
poiché la trasformata di Fourier della funzione delta è uguale a 1 ed è quindi la stessa per ogni frequenza.

## Produzione
Dal punto di vista statistico, il rumore bianco è caratterizzato dall'avere valori istantanei del tutto privi di correlazione. Se si campiona un segnale di questo tipo, ciascun valore appare completamente imprevedibile rispetto ai precedenti. Quindi con un contenuto informativo elevato.
Viceversa, se si riproduce un suono partendo da una sequenza del tutto aleatoria di valori si ottiene un rumore bianco.

In un terminale Linux è possibile generare un rumore bianco con il comando (attenzione: il comando dd è potenzialmente pericoloso, un'errata sintassi potrebbe portare seri problemi indesiderati):

sudo dd if=/dev/urandom of=/dev/dsp count=1000

oppure

cat /dev/urandom | aplay -f cd

per i sistemi Linux in cui è presente ALSA invece di OSS.
Occorre precisare che una sequenza casuale non può essere generata da un computer, macchina totalmente deterministica, se non utilizzando entropia proveniente dall'esterno che può essere o meno sufficiente a produrre il numero di campioni richiesti, per cui il segnale ottenuto potrebbe essere solo una approssimazione di rumore bianco. Inoltre l'inevitabile larghezza di banda limitata dell'hardware non consente l'estensione spettrale illimitata del rumore bianco teorico.
Buone approssimazioni di rumore bianco sono prodotte da diversi fenomeni naturali di tipo caotico, come il moto browniano.
È proprio l'agitazione termica casuale di particelle cariche all'interno di conduttori e semiconduttori che genera il rumore bianco elettrico nei dispositivi elettronici.
Per questo motivo, per ottenere serie numeriche con elevato grado di aleatorietà, in informatica si usa campionare il segnale prodotto da una fonte naturale, come per esempio un diodo a semiconduttore.
Un modo per ottenere un rumore bianco su banda B è quello di generare una sequenza detta PN (pseudo-noise) o PR (pseudo-random). Tale sequenza si può ottenere attraverso un registro a scorrimento (come una batteria di N flip-flop di tipo D master/slave per esempio), in cui la reazione fra il segnale in uscita e quello in ingresso si ottiene solamente mediante operazioni EX-OR. Si otterrà una sequenza in tal caso detta LINEARE, che diventa MASSIMALE se per N elementi si ottiene una sequenza di 2N-1 bit. In una sequenza PN il numero di uni e zeri differisce sempre di uno ovvero se ci sono 13 bit, allora 7 bit saranno uni e 6 bit saranno zeri. Tale sequenza ha la caratteristica di essere impulsiva e periodica. In un periodo pari a 2N-1 bit, ci saranno tanti impulsi quanti sono gli uni indicati precedentemente. Essendo una sequenza impulsiva periodica, è sviluppabile in serie di Fourier e, di conseguenza, la sua F-trasformata sarà la F-trasformata di un rect (ovvero un sinc). Tale sinc sarà ottenuto come l'inviluppo degli spettri di ampiezza dei vari impulsi periodici della PN. Facendo passare tale segnale all'interno di un filtro passa-basso con frequenza di taglio in valore molto più basso del valore della frequenza in cui si azzera il primo lobo della sinc, avrò di conseguenza ottenuto un segnale che approssima un rumore bianco (ovvero costante) sulla banda passante del filtro. Il valore della frequenza di taglio del filtro deve essere scelto tale che l'ampiezza del sinc sia al massimo diminuito del 10% rispetto al suo valore massimo che viene assunto per un sinc a frequenza nulla.
Quando un rumore bianco attraversa un sistema fisico, o anche un canale, caratterizzato da una certa funzione di trasferimento o una funzione di risposta in frequenza, esso diventa 'colorato' per la limitazione in banda e l'eventuale distorsione imposte dal sistema.

## Utilizzi
In ingegneria il rumore bianco è usato per verificare la risposta in frequenza di sistemi acustici ed elettronici.
Essendo lo spettro in entrata uniforme in ampiezza, lo spettro del segnale uscente esprime direttamente la banda passante del sistema.
Il rumore bianco, simile a un continuo fruscio o soffio, è considerato distensivo. Alcuni generatori di rumore bianco acustico sono impiegati per coprire il rumore di fondo in ambienti interni o per favorire il rilassamento.
Campionando un rumore bianco prodotto per esempio da un transistor si ottiene una sequenza di numeri aleatori. Questo principio è impiegato in alcuni generatori di numeri casuali.
In econometria, nell'ambito dell'analisi delle serie storiche, il rumore bianco è utilizzato come modello per i disturbi stocastici che caratterizzano l'osservazione di variabili d'interesse.